# Tiofenol
Tiofenol é um composto organossulfurado com a fórmula C6H6S, e algumas vezes breviado como PhSH (de phenol e o grupo tiol). Este líquido incolor de odor fétido é o mais simples tiol aromático. As estruturas químicas dos tiofenóis são análogos a dos fenóis, excepto pelo átomo de oxigênio no grupo hidroxilo (-OH) ligado ao anel aromático que é substituído por um átomo de enxofre. O prefixo tio- implica um composto contendo enxofre e, quando utilizado antes de uma palavra da raiz do nome para um composto que normalmente contêm um átomo de oxigênio, no caso de 'tiol', em que o átomo de oxigênio do álcool é substituído por um átomo de enxofre.
Tiofenóis também descrevem uma classe de compostos formalmente derivados do tiofenol em si. Todos têm um grupo sulfidrilo (-SH) ligado covalentemente a um anel aromático. O organosulfurado é o ligando no fármaco timerosal, anteriormente substância ativa no anti-séptico Merthiolate' e similares, é um tiofenol.

## Síntese
Existem diverso métodos de síntese para o tiofenol e compostos relacionados, embora tiofenol em si é usualmente  obtido no comércio para práticas de laboratório. Métodos usuais são a redução de cloreto de benzenossulfonila com zinco. e a ação de enxofre metálico sobre haleto de magnésio fenila ou fenil-lítio seguido por acidificação.
Fenóis podem ser convertidos aos tiofenóis correspondentes via o rearranjo de seus dialquiltiocarbamatos de O-arila. Na reação de tiofenol de Leuckart o material de partida é uma anilina através do sal de diazônio (ArN2X) e o xantato (ArS(C=S)OR).

## Propriedades

### Acidez
Tiofenol tem acidez apreciavelmente maior que o fenol. Tiofenol tem uma pKa de 6 vs 10 para o fenol. Um padrão similar é visto para o H2S vs H2O e todos os tióis vs os álcoois correspondentes. Tratamento de PhSH com base forte tal como o hidróxido de sódio (NaOH) ou sódio metálico proporciona a formação do sal tiofenolato de sódio (PhSNa).

### Alquilação
O tiofenolato é altamente nucleofílico, que leva a uma elevada taxa de alquilação. Assim, o tratamento de C6H5SH com iodeto de metilo na presença de uma base resulta em sulfeto de metilfenilo, C6H5SCH3, um tioéter. Tais reações são bastante irreversíveis. C6H5SH também contribui para carbonilas α,β-insaturadas através da adição de Michael.

### Oxidação
Tiofenóis, especialmente na presença de base é facilmente oxidado a dissulfeto de difenila:
2 C6H5SH  +  1/2 O2  →  C6H5S-SC6H5  + H2O
O dissulfeto pode ser reduzido novamente ao tiol usando boroidreto de sódio seguido por acidificação. Esta reação redox é também explorada na utilização de C6H5SH como uma fonte de átomos de H.

### Cloração
Cloreto de fenilsulfenila, um líquido vermelho-sangue (p.e 41-42 °C), pode ser preparado pela reação do tiofenol com cloro (Cl2).

## Coordenação de metais
Cátions metálicos formam tiofenolatos, alguns dos quais são poliméricos. Um exemplo é o tiofenolato de cobre, C6H5SCu, obtido pelo tratamento de cloreto de cobre (I) com tiofenol, que forma compostos de coordenação triméricos quirais.

## Segurança
Tiofenol é uma substância irritante e tóxica por ingestão, pela absorção através da pele, ou por inalação. Este produto químico é também inflamável.